# Großsteingräber bei Moltzow
Die Großsteingräber bei Moltzow waren mindestens vier megalithische Grabanlagen der jungsteinzeitlichen Trichterbecherkultur bei Moltzow im Landkreis Mecklenburgische Seenplatte (Mecklenburg-Vorpommern). Von diesen existieren heute nur noch zwei Gräber. Grab 1 trägt die Sprockhoff-Nummer 422. Zwei weitere Gräber wurden im 19. Jahrhundert zerstört. Bei mehreren Steinansammlungen in der näheren Umgebung der erhaltenen Anlagen könnte es sich um weitere, bislang nicht wissenschaftlich beschriebene Großsteingräber handeln.

## Lage
Die beiden erhaltenen Gräber befinden sich annähernd auf halber Strecke zwischen Moltzow und Rambow in einem schmalen Waldstück. Grab 2 liegt etwa 500 m südsüdöstlich von Grab 1 an der Kreuzung der Wege von Moltzow nach Ulrichshusen und von Rothenmoor nach Marxhagen. Direkt in der Nähe von Grab 2 lag auf einer sandigen Anhöhe das zerstörte Grab 4. Grab 3 befand sich „an der Wiese Hermanns-Sahl, […] dort wo die Landstraße von Malchin nach Plau die Wiesenfläche und diesen Hügel berührt und ein Bach, aus dem Schliesee kommend, die Landstraße schneidet.“ Aus Moltzow sind außerdem eine Steinkiste, ein Steinkreis und zahlreiche bronzezeitliche Grabhügel bekannt.

## Forschungs- und Zerstörungsgeschichte
Die heute zerstörten Gräber 3 und 4 wurden 1840–1841 unter Leitung von Albrecht von Maltzahn archäologisch untersucht. 1845 untersuchte er Grab 2. Die noch erhaltenen Funde befinden sich heute in der Sammlung des Archäologischen Landesmuseums Mecklenburg-Vorpommern in Schwerin. Ernst Sprockhoff nahm 1934 das bislang nicht untersuchte Grab 1 für seinen Atlas der Megalithgräber Deutschlands auf. Grab 2 erwähnte er nur kurz, konnte es wegen starken Bewuchses aber nicht näher untersuchen. Ewald Schuldt führte dieses Grab 1972 irrtümlich als zerstört, was von Ingeburg Nilius und Hans-Jürgen Beier übernommen wurde.

## Beschreibung

### Erhaltene Gräber

#### Grab 1

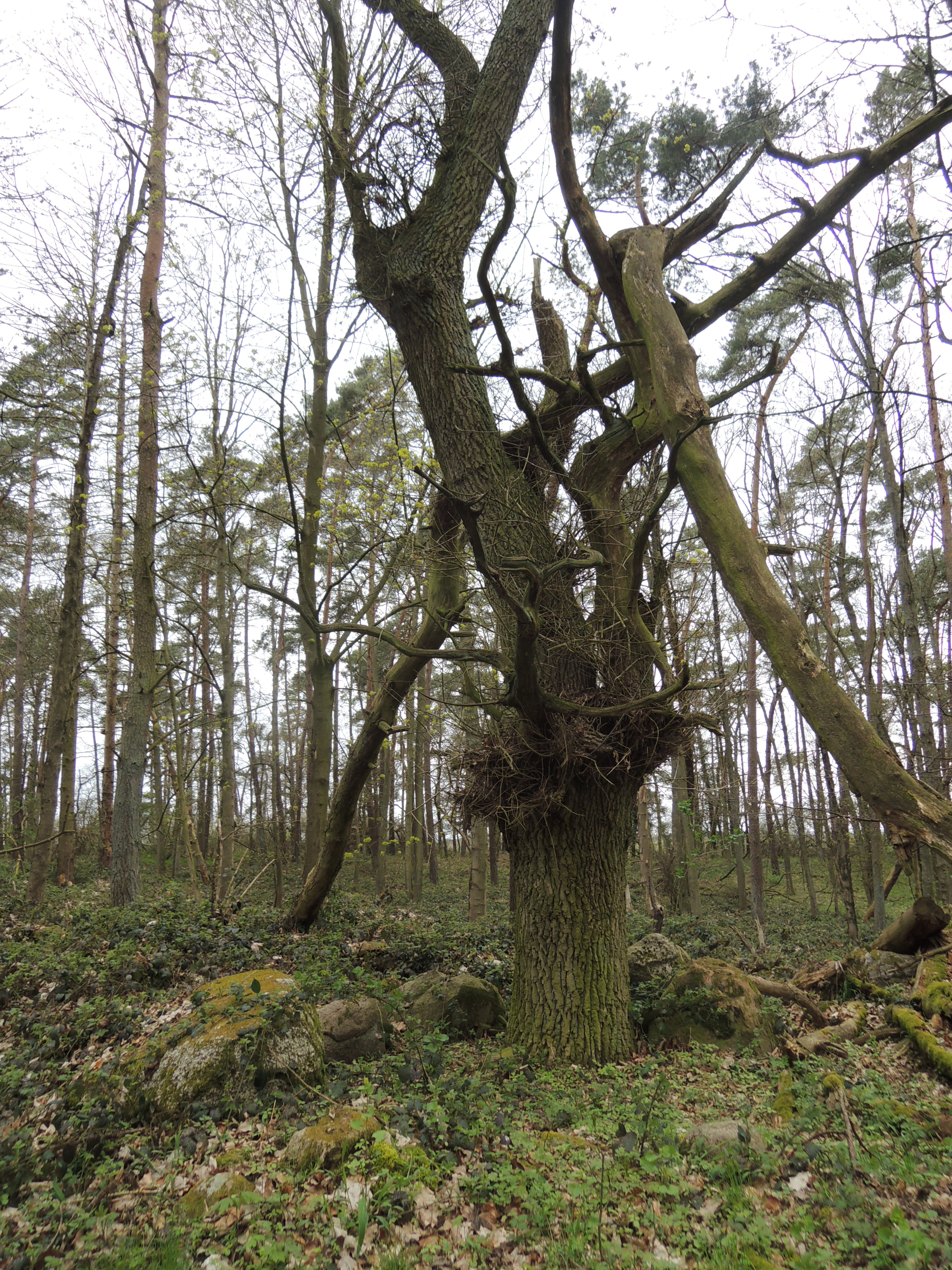
Großsteingrab Moltzow 1

Grab 1 besitzt eine ovale, sich nach Nordosten verjüngende, mit Rollsteinen durchsetzte Hügelschüttung. Sie hat eine Länge von 18 m und eine Breite von 10 m. Darin befindet sich eine nordwest-südöstlich orientierte Grabkammer, bei der es sich um einen Großdolmen handelt. Die Kammer besaß ursprünglich drei Wandsteinpaare an den Langseiten. Hiervon sind noch der in situ stehende südöstliche und der verschobene mittlere der südwestlichen Langseite und der verschobene nordwestliche Stein der nordöstlichen Langseite erhalten. Der nordwestliche Abschlussstein steht in situ, der südöstliche fehlt. Alle drei Decksteine sind abgewälzt, einer ist nur noch in Resten erhalten. Die Kammer hat eine Länge von 3 m und eine Breite von 1,4 m.

#### Grab 2

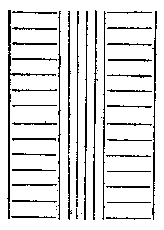
Schematische Darstellung des Dekors eines Gefäßes aus dem Großsteingrab Moltzow 2

Bei Grab 2 handelt es sich vermutlich um ein nordwest-südöstlich orientiertes Hünenbett mit einem Umfang von 27 Schritt (ca. 20 m) und einem Urdolmen am nordwestlichen Ende. Er besaß ursprünglich vier Wandsteine aus Granit. Die Grabkammer hat eine Länge von 1,2 m und eine Breite von 0,6 m. Bei der Untersuchung wurde ein recht komplexes Bodenpflaster gefunden: Auf dem anstehenden Boden lag zunächst eine Schicht aus Keramikscherben, von denen alle bis auf drei mit der Außenseite nach oben lagen. Darauf folgte eine Schicht aus weiß und rot geglühtem Feuerstein, die an einigen Stellen Brandspuren aufwies. Darüber folgten Knochen, Tonmergel, Sand und Steine.
Von den ursprünglichen Bestattungen wurden sechs Menschenschädel gefunden, was für ein solch kleines Grab eine recht hohe Zahl darstellt. Auch die Grabbeigaben fielen reichlich aus: Insgesamt wurden die Scherben von 15 Keramikgefäßen gefunden. Bei sechs von ihnen handelte es sich um kleine unverzierte Gefäße. Nur ein Gefäß konnte mit Sicherheit rekonstruiert werden. Es handelte sich um eine unverzierte Henkeltasse. Weitere Scherben könnten zu Trichterbechern, Ösenbechern und Trichterhalsschalen gehört haben. Einige Scherben wiesen Inkrustationen auf. Ein Gefäß soll aus „der jüngsten heidnischen Zeit“ stammen – evtl. eine slawenzeitliche Nachbestattung?

### Zerstörte Gräber

#### Grab 3
Grab 3 besaß ein längliches Hünenbett mit einer Länge von 90 Fuß (ca. 27 m), einer Breite von 20 Fuß (ca. 6 m) und einer Höhe von 2–3 Fuß (ca. 0,6–0,9 m). Es enthielt vier in einer Reihe angeordnete Grabkammern, bei denen es sich um Urdolmen handelte. Sie bestanden größtenteils aus gespaltenen roten Sandsteinen.
Die erste Kammer war bereits vor 1841 durch Steinschläger beschädigt worden. Die Steine waren umgefallen und es ließen sich keine Bestattungsreste oder Grabbeigaben mehr ausmachen.
Die zweite Kammer besaß einen Deckstein mit einer Länge von 6 Fuß (ca. 1,8 m), einer Breite von 3 Fuß (ca. 0,9 m) und einer Dicke von 4 Fuß (ca. 1,2 m). Am östlichen Ende wurden zwei vollständig erhaltene Keramikgefäße gefunden. Es handelte sich um eine zweihenklige Amphore mit Strichgruppen-Dekor sowie um einen weit ausladenden Trichterbecher mit senkrechter Rillenverzierung.
In der dritten Kammer wurden in der östlichen Ecke die Scherben eines Trichterbechers mit Strichgruppen-Dekor gefunden. Er besaß ursprünglich möglicherweise einen Henkel und war an einer Stelle mit einer andersfarbigen Scherbe geflickt worden.
Bei der vierten Kammer war der Deckstein bereits abgewälzt. Funde wurden nicht gemacht.

#### Grab 4
Grab 4 besaß möglicherweise eine Hügelschüttung, die sich aber bereits 1841 nicht mehr eindeutig ausmachen ließ. Die Grabkammer war nordost-südwestlich orientiert und tief in den Boden eingesenkt. Vermutlich handelte es sich um einen kleinen Dolmen. Sie besaß jeweils drei Wandsteine an den Langseiten, einen Abschlussstein im Südwesten und zwei Decksteine. Die nordöstliche Schmalseite war offen. Die Kammer hatte eine Länge von 8 Fuß (ca. 2,4 m) und eine Breite von 4 Fuß (ca. 1,2 m). Die Wandsteine hatten eine Höhe von 5 Fuß (ca. 1,5 m), eine Breite von 3 Fuß (ca. 0,9 m) und eine Dicke von 2 Fuß (ca. 0,6 m). Die Decksteine waren 7 Fuß (ca. 2,1 m) lang und 2–3 Fuß (ca. 0,6–0,9 m) dick.
Der einzige Fund aus diesem Grab war der Hals eines Keramikgefäßes, vermutlich einer Henkelkanne. Er wies Linienverzierungen auf.

### Mögliche weitere Gräber
An mindestens vier weiteren Stellen bei Moltzow befinden sich Ansammlungen von größeren Steinen, bei denen es sich um weitere Großsteingräber handeln könnte. Eines von ihnen liegt in der Nähe von Grab 1 und direkt neben einem bronzezeitlichen Grabhügel. Erkennbar ist ein mögliches Hünenbett mit einer Länge von mindestens 20 m und einer Breite von etwa 10 m. Am östlichen Rand sind zahlreiche Steine aufgehäuft.